# وادي أحور
وادي أحور هو وادي رئيسي في جنوب اليمن. يتدفق إلى خليج عدن في مديرية أحور، محافظة أبين في13°25′39″N 46°40′49″E / 13.42750°N 46.68028°E بالقرب من قرية أحور.